# 夢 (SOPHIAのアルバム)
『夢』（ゆめ）は、日本のロックバンドSOPHIAの通算8枚目のアルバム（フルアルバムとしては5枚目、アルバム全体では10枚目）。2003年9月25日にトイズファクトリーから発売された。

## 概要
- 前作『進化論』より約2年6か月ぶりのアルバム。
- シングル『STRAWBERRY & LION』『Thank you』『HARD WOKER』『ROCK STAR』『未だ見ぬ景色』『理由なきNew Days』『-僕はここにいる-』が収録されており、シングル曲が7曲を占めている。
- そのため、コンセプトはシングル曲に負けない曲を作るということである。
- 東京事変のベーシストでもある亀田誠治がこの年以降、ほぼ全てのSOPHIAの楽曲に関わっていく。
- このアルバムのリリース時期をめぐって、SOPHIAは年末にリリースする意向を示していたが、トイズファクトリーからは決算の都合上、9月中という指示が下った。これにより、アルバムのライブツアー『for dreamers only』はリリースから約3か月後にスタートとなった。
- 1996年発売の3枚目のアルバム『Kiss the Future』以降続いていた、アルバムチャート初登場トップ10入りの記録が途切れた。
- 本作は、デビューから約8年間在籍したトイズファクトリー在籍時最後のアルバムとなった。

## 収録曲
（全作詞：松岡充）
1. 君の詩（読みは『きみのコエ』。）
作曲：豊田和貴
2. ROCK STAR
作曲：松岡充
3. STRAWBERRY & LION
作曲：松岡充
4. 理由なきNew Days
作曲：松岡充
5. HARD WORKER
作曲：都啓一
6. 小さな花飾り
作曲：都啓一
7. -そこにある すべて-
作曲：黒柳能生
8. I mean…
作曲：都啓一
9. F.O.
作曲：松岡充
10. -誰もいない海を見てた-
作曲：松岡充
11. 未だ見ぬ景色
作曲：松岡充
12. -僕はここにいる-
作曲：松岡充
13. Thank you
作曲：松岡充
14. 夢
作曲：松岡充